# Петион, Александр
Александр Петион (гаит. креол. Aleksann Petyon, фр. Alexandre Pétion, при рождении Анн-Александр Сабес, фр. Anne Alexandre Sabès; 2 апреля 1770 — 29 марта 1818) — гаитянский государственный и военный деятель, один из первых президентов Гаити.

## Биография
Родился в Порт-о-Пренсе. Мулат. В 1788 году отец, состоятельный француз, отправил сына во Францию, где Александр обучался в Военной академии в Париже.
С 1793 года в рядах французской армии сражался против английских интервентов, захвативших западную часть острова Гаити.
В 1799 году участвовал в Войне Ножей на стороне предводителей мулатов Андре Риго и Жана Пьера Буайе, выступив против Франсуа-Доминика Туссен-Лувертюра и его чернокожих соратников. Войско мулатов во главе с Риго и Буайе было разбито, и Петиону, как и многим представителям этого лагеря, пришлось бежать во Францию.
Петион вернулся на Гаити в феврале 1802 года в составе французской экспедиции Шарля Леклерка, после смерти которого в ноябре того же года командование принял отличавшийся жестокостью генерал Рошамбо. Его действия вызвали резкий протест многих чернокожих офицеров, и они перешли на сторону восставших. В числе примкнувших к островитянам, борющимся за независимость, был и Александр Петион. В 1803 году в ходе борьбы за независимость Гаити освободил Порт-о-Пренс от французских войск.
Участвовал вместе с Анри Кристофом в заговоре против Жан-Жака Дессалина в 1806 году.
C 10 марта 1807 по 29 марта 1818 года занимал пост президента Республики Гаити, существовавшей на юго-западе страны; на северо-западе образовалось Государство Гаити, а затем Королевство Гаити, которое в 1820 году включено в состав Республики.
Выражал интересы зажиточных мулатов — землевладельцев, купцов, ростовщиков; способствовал развитию капиталистических отношений, раздавал крестьянам государственные земли, ввёл бесплатное и всеобщее образование и др.
В 1811 и 1815 годах избирался и переизбирался президентом Гаити. В 1816 году принял конституцию, по которой стал пожизненным президентом. Оказывал содействие народам Латинской Америки в борьбе за независимость. Умер от жёлтой лихорадки в 1818 году в Порт-о-Пренсе.